# کارن هولمگارد
کارن هولمگارد (انگلیسی: Karen Holmgaard؛ زادهٔ ۲۸ ژانویهٔ ۱۹۹۹) بازیکن فوتبال اهل دانمارک است.
وی همچنین در تیم‌های ملی فوتبال Denmark women's national under-16 football team, Denmark women's national under-17 football team, Denmark women's national under-19 football team، و زنان دانمارک بازی کرده‌است.